# André Lenz
André Lenz (ur. 19 listopada 1973 w Mülheim an der Ruhr, Niemcy) – bramkarz, grający od sezonu 2004/2005  w VfL Wolfsburg.